# Bernard II de Mecklembourg-Werle-Waren
Pour les articles homonymes, voir Bernard II.
 Bernard II de Mecklembourg-Güstrow-Waren, mort après le 16 janvier 1382, est prince de Werle-Waren de 1337 à sa mort.

## Biographie
Bernard II est le fils cadet de, Jean II de Mecklembourg-Werle-Güstrow et de son épouse Mathilde de Brunswick-Grubenhagen. Il succède à son père avec son frère  aîné Nicolas III de Mecklembourg-Werle-Güstrow avec qui il partage leur patrimoine et qui règne à Güstrow comme prince de Werle-Güstrow jusqu'à sa mort en 1360/1361.
Bernard II de Mecklembourg-Werle-Waren, épouse en 1341 épouse Élisabeth de Holstein-Plön ( †1391), fille du comte Jean III de Holstein et de première épouse Catherine (? -  10 août 1391/15 aout 1410), fille de Henri III de Głogów, dont trois enfants :
- Jean VI de Mecklembourg-Werle-Waren
- Mechtilde de Werle qui épouse avant le 26 février 1377 Henri III de Mecklembourg-Schwerin.
- Mirislawa de Werle nonne à Eldena.